# Румба
Реч румба означава врсту црначке музике и плеса са Кариба, а у свом значењу обједињава мноштво назива сродне музике и сродних плесова, као на пример: сон, данзон, гуагиру, гуараку, нанинго и друго. Право значење речи варира од острва до острва.

## Развој Румбе
Постоје две врсте плеса који се зова румба. Један плес је шпанска румба, а други афричка румба. Иако се румба развила углавном на Куби, слични плесови развили су се и на другим карипским острвима и у Јужној Америци.
Румба се развила у 16. веку с доласком црних робова из Африке. Изворна румба, тј. рхумба, као фолклорни плес у основи је секси пантомима која се плеше врло брзо, а карактеришу га претерани покрети боковима, агресиван, али уједно и сензуалан став мушкарца и обрамбени став жене. То је плес завођења. Управо због своје тзв. ласцивности румба је била плес ниже друштвене класе. Румба се свира у (шп. staccato) ритму и прати изражајне покрете плесача. Она се свира марацасима, цлавама, маримболом и бубњевима.
За време Другог светског рата међу Кубанцима из средњег слоја популаран је постао сóн. Сóн је спорија и префињенија верзија изворне румбе (рхумбе). Сóн се свира у два дела, а плеше се само за време рефрена. Још спорији је данзóн, плес чланова богатог кубанског друштва. Данзóн се плеше малим корацима, с тиме да жена префињено миче боковима савијајући и исправљајући колена.

## Румба у САД
Америчка румба развила се из сóна. У Сједињеним Америчким Државама румбу су 1913. представили Лев Куин и Џон Савиер. Десет година касније Емил Колеману је у Њујорк довео свираче румбе и пар плесача. Године 1925. у Греенwицх Виллагеу Бенито Цоллада отворио је клуб "Ел Цхицо", међутим схватио је да Њујорчани не схватају саму срж румбе. Ова румба је била дупло бржег ритма од данашње румбе. Више је личила на мамбо и има још назив „квадратна румба“.
Право занимање за латино-музику почело је 1929. године. Касних двадесетих година 20. века Xавиер Цугат основао је оркестар који је свирао искључиво музику Латинске Америке. Он је у Лос Анђелесу отворио клуб "Цоцонут Грове", а појавио се и у првим звучним филмовима. Тридесетих година 20. века свирао је у хотелу „Валдорф Асториа“.

## Румба у Европи
Захваљујући ентузијазму и интерпретативној способности ондашњег водећег лондонског учитеља латино-америчких плесова Монсиеур Пиереа, који је тридесетих година 20. века у Лондону заједно са партнерком Дорис Лавеле популаризовао латино-америчке плесове, Европа је упознала румбу. Њих двоје Лондонцима су представили праву кубанску румбу, која је као службена верзија плеса коначно призната 1955.
Румба је душа латино-америчке музике и плеса. Фасцинантни ритмови и покрети тела румбу чине једним од најпопуларнијих плесова.

## Плесања Румбе
Током времена румба се мешала са осталим ритмовима и тако задобила данашњу форму. Међу такмичарске плесове су је уврстили 1964. године. Од тада спада у групу такмичарских латино плесова, и као таква се развила тако да је то данас високо стилизован плес и игра се у целом свету.
Румба је основа за добро латино плесање и помаже да изоштрите свој осећај за ритам, тајминг и контролу музике. Румбу нароцито воле девојке због нежне и релативно споре музике, тако да плесом могу да изразе низ осећања и своју женственост. За мушкарце је важно да добро савладају основни корак, ритам и вођење.
Основни корак има паузу на музичком биту 1. Код нас се први корак прави на 4 (4-пауза-2-3), док се у Америци креће на 2 (2-3-4-пауза.
Веома је популарна и као друштвени плес на плесним вечерима и забавама.
У последње време у салса школама се ради поново тзв. афро румба као групни плес а ритам је сличан регетону.
Румба музика је: нежна, пријатна, спора, синкопирана, повучена, суздржана. Осим на класичну плесну музику, она се може плесати на неколико поп песама. Музички такт: 4/4. Темпо: 27-29 бпм (такта у минути).